# Дулово (озеро)
Дулово (Дуловское или Старосельское) — озеро в Локнянской волости Локнянского района Псковской области. По восточному берегу проходит граница с Подберезинской волостью Локнянского района, по западному и северному побережью — с Бежаницким районом.
Площадь — 5,4 км² (540,0 га). Максимальная глубина — 2,0 м, средняя глубина — 0,5 м.
Ближайшие к озеру деревни — Дулово и Староселье (Подберезинской волости) — расположены в 1,5 км к северо-востоку и востоку соответственно.
Проточное. Относится к бассейну реки Хлавица (притоку Ловати).
Тип озера плотвично-окуневый. Массовые виды рыб: щука, плотва, окунь, ерш, красноперка, серебряный и золотой караси, линь, язь, вьюн, единично заходят на нерест лещ, пескарь, иногда, язь, голавль и налим.
Расположено на болоте. Для озера характерны практически ежегодные заморы, илистое дно, сплавины; в прибрежье есть участки заиленного песка, в центре сильно заиленные песчано-каменистые гряды. Площадь озера летом периодически сокращается до с 542 га до 435 га. Из-за неудачно проведенных в 1970-е годы рыбоводно-мелиоративных работ уровень озера понизился почти в 2 раза, а площадь снизилась с 839,1 га до 540 га. Без принятия мер по зарегулированию вытока из озера водоём в ближайшее время может превратится в болото.
В 1986 году Лениздат выпустил книгу новгородского писателя Марка Кострова «За счастьем на озеро Дулово».